# Ейбелл 1835
Ейбелл 1835 (англ. Abell 1835, також відоме під кодом ACO 1835) — скупчення галактик в сузір'ї Діви, один з об'єктів каталогу Ейбелла. Скупчення стало відомим в 2004 році завдяки ефекту гравітаційного лінзування. При спостереженнях на фоні скупчення було виявлено галактику, що пізніше отримала кодову назву Abell 1835 IR1916 і почала вважатися найвіддаленішою галактикою, яку на той момент спостерігало людство (відстань оцінювали в 13.2 мільярди світлових років). Однак пізніші спостереження, зокрема телескопом Spitzer, не підтвердили відкриття.
Також це скупчення здобуло широке висвітлення в музиці — про нього та галактику Abell 1835 IR1916 існує щонайменше 8 пісень.

## Характетистики скупчення
Скупчення розташоване в сузір'ї Діви. Червоний зсув складає від 0.24 до 0.27, що відповідає відстані в приблизно 1 гігапарсек (3.35 мільярдів світлових років). Видимий кутовий розмір скупчення — близько 2.5 кутових мінут.
Скупчення є дуже масивним, воно складається щонайменше з 630 галактик. Більш пізнє дослідження, яке мало значно вищу граничну зоряну величину та знайшло нові, тьмяніші галактики, розширило цей перелік до 1427 об'єктів. Також воно є найяскравішим скупченням, що входить в ROSAT Brightest Cluster Sample.

## Історія дослідження
Станом на кінець грудня 2023 року існує щонайменше 72 наукові публікації, в яких скупчення Ейбелл 1835 є основним або одним з основних об'єктів дослідження.

### Відкриття
Точна дата відкриття скупчення Ейбелл 1835 та першовідкривач невідомі. Однак в оригінальній статті Джорджа Ейбелла (де-факто першій редакції пізніше названого на його честь каталогу), опублікованій в 1958 році, скупчення та його координати вже було вказано.

### Ранні публікації (1996—2004)
Два найранніші (з наявних у відкритому доступі) дослідження саме цього скупчення припадають на 1996 та 1997 роки, причому на той час деякі його параметри вже були відомі. В першому з них вчені проводили дослідження охолодження скупчень галактик через рентгенівське випромінювання (англ. cooling flow), аналізуючи спостереження космічних телескопів ASCA та ROSAT. Було виявлено, що це скупчення щороку втрачає еквівалент близько 2300 мас Сонця на випромінювання. В другому дослідженні, яке є дисертацією американського астронома Філіпа Даніеля Маускофа, спостереження проводилися «на протилежному кінці» електромагнітного спектру — в радіодіапазоні. В ньому вимірювалася та аналізувалася анізотропія реліктового випромінювання, зокрема вплив скупчень галактик (ефект Сюняєва-Зельдовича). Основним об'єктом також було обране саме скупчення Ейбелл 1835.
Наступне дослідження 2000 року вперше було присвячене ефекту гравітаційного лінзування і пошуку об'єктів, які можна спостерігати завдяки цьому ефекту, спричиненому скупченням Ейбелл 1835. Було виявлено 4 галактики, які мали червоний зсув понад одиницю, вчені розрахували низку фізичних параметрів. Спостереження проводилися в субміліметровому діапазоні.
Подальші дослідження, проведені з 2000 по 2003 роки, фокусувалися переважно на дослідженні розподілу температури, охолодженню через рентгенівське випромінювання, вимірюванні сталої Габбла (отримане значення склало 59+38
−28 км/(с·Мпк)), а також в 2003 році група французьких вчених знов звернула увагу на далекі галактики, що спостерігаються завдяки гравітаційному лінзуванню Ейбелл 1835. Було проведено спектроскопічне дослідження окремих емісійних ліній віддаленої галактики з червоним зсувом 1.68. Оскільки ця галактика на той момент була найтьмянішою серед відомих галактик з середнім червоним зсувом, вченим довелося задіювати, зокрема, Дуже великий телескоп (VLT) та космічну обсерваторію «Габбл».

### Відкриття Abell 1835 IR1916
Відоме відкриття, пов'язане з цим скупченням, було опубліковане в березні 2004 року, коли та сама група французьких дослідників відкрила об'єкт, який пізніше отримав код Abell 1835 IR1916 та мав червоний зсув 10. На момент відкриття отримані значення червоного зсуву, навіть з врахуванням похибок, зробили цю галактику найвіддаленішим об'єктом (~13 мільярдів світлових років), відомим людству. Відкриття отримало значне поширення в медіа. Після цього відкриття акцент значного відсотка досліджень змістився саме на пошук аналогічних галактик зі значним червоним зсувом, а також на підтвердження (або спростування) цього відкриття.

### Спроби підтвердити відкриття (2004—2010)
Відкриття одразу ж спричинило жваву дискусію серед астрономічної спільноти. Вже незабаром вийшла стаття-спростування від британських вчених на чолі з Семом Везерлі (англ. Sam Weatherley) під назвою «Reanalysis of the spectrum of the z = 10 galaxy», заперечивши той факт, що галактика є найвіддаленішою з усіх відомих, спираючись на результати власного спектрального аналізу. Після цього послідувала відповідь від їх французьких колег, які зазначили відмінність у методах, нехтування одним з ефектів і, як наслідок, некоректність твердження про спростування відкриття. В рамках тієї ж статті було опубліковане посилання на окремий сайт під назвою «Z-10 Spectroscopy Discussion» та був заклик до інших груп дослідників незалежно від них проаналізувати результати спостережень.
Таким чином почалася серія досліджень, в яких астрономи намагалися підтвердити або спростувати результати вимірювання червоного зсуву для Abell 1835 IR1916. Фактором, який підвищував шанси на успішність спостережень, стало задіювання одразу кількох космічних телескопів — Чандра, Габбл, Спітцер та наземного комплексу Дуже великого телескопу. 2005 року тією ж групою французьких астрономів було аносовано отримання певних результатів, втім, без конкретики. 2006 року вийшли дві контроверсійні статті, висновки яких протирічили одна одній. В першій статті, яка була опублікована на початку року, прямо спростовувалося відкриття Abell 1835 IR1916. Попри це, вже в серпні, в іншій публікації, яка ввійшла до збірника тез конференції Міжнародного астрономічного союзу, зазначалося, що було ідентифіковано 13 об'єктів з червоним зсувом більше 7 (хоча і назва IR1916 серед них не фігурувала). В 2007—2008 роках було опубліковано результати ще кількох досліджень галактик з великими значеннями червогого зсуву (англ. high-z candidates). Чергове дослідження, присвячене пошуку галактик з z>9, також спростувало наявність біля скупчення Ейбелл 1835 галактики з червоним зсувом близько 10, тобто не підтвердило рекордне значення відстані до Abell 1835 IR1916.
В процесі було виявлено іншу галактику, SMM J14011+0252, що має значно менший червоний зсув — 2.565 — та також зазнає ефекту лінзування від зоряного скупчення. Виявилося, що ця галактика візуально складається з двох компонентів (позначених, як J1 та J2) і вдалося навіть оцінити масу цих «шматочків» галактики, що склали ~108M☉ та ~109M☉ відповідно.
Паралельно з дослідженнями, направленими на пошук галактик з надзвичайно великим червоним зсувом, в 2004 році було опубліковано узагальнення результатів спостережень масивних скупчень галактик за допомогою космічного телескопу Чандра. Також в 2004 було розраховано кількість галактик, що входять до Ейбелл 1835, яка склала 630 об'єктів. Продовжилися дослідження, пов'язані з охолодженням через випромінювання; була повторно виміряна стала Габбла, вже зі значно меншою похибкою, ніж в дослідженні 2000 року, результат склав 69±9 км/(с·Мпк). В вересні 2006 року в скупченні відкрили надмасивну чорну діру, яка знаходиться в активному ядрі однієї з галактик скупчення. За розрахунками, ця чорна діра поглинала близько 0.3 M☉ на рік, що є малим показником порівняно з кількістю речовини, що викидається за рахунок спалахів, яка складає близько 100—180 M☉ на рік. Масу чорної діри оцінили за її інтенсивністю випромінювання у ~107M☉, однак спостереження в інших фільтрах дали значно вищу оцінку, що склала ~109M☉. 2007 року було побудовано спектральну світлову ефективність для галактик цього скупчення і виявлено, що вона не збігається з теоретичними моделями. 2009 року вчені спробували дослідити гало з темної матерії, яке мало сформуватися навколо цього масивного скупчення і в результаті оцінили значення параметрів розподілу та загальну масу. 2009 року спостереження трьох скупчень, серед яких було Ейбелл 1835, дозволило побудувати нові, точніші теоретичні моделі для оцінки мас галактичних скупчень.

### Подальші дослідження (2010—2021)
На початку 2010-х років інтерес вчених до скупчення Ейбелл 1835 почав згасати, що очевидно із кількості статей на рік, присвячених його дослідженню. Після кількох років суперечок вимірювання відстані до Abell 1835 IR1916 припинили. Подальші дослідження сфокусувалися переважно на поглибленні знань про ефект Сюняєва-Зельдовича (зокрема на його прояви в цьому скупченні) та інших ефектах, пов'язаних з розподілом та динамікою газу в скупченні, зокрема з так званим «осіданням» гелію (англ. helium sedimentation). Були окремі дослідження, спрямовані на пошук областей активного зореутворення в скупченні та побудові нових теоретичних моделей скупчення і процесів в ньому.
Крайня наукова стаття про Ейбелл 1835, присвячена моделюванню гравітаційного лінзування в скупченні, була опублікована в червні 2021 року.

## У культурі
Саме про Ейбелл 1835 існує одразу шість однойменних пісень різних маловідомих виконавців:
1. Американського пост-рок гурту Lights Out Asia[en][74][75];
2. 1000mods[76];
3. CL Parsec[77];
4. Wanda Wulz[78];
5. Uncle Shredded Wheat[79];
6. Astra X[80];

Також є 2 пісні про Abell 1835 IR1916 (також однойменні): від Natijah та C. Layne.